# Pieve dei Santi Pietro e Paolo (Dignano, Italia)
La pieve dei Santi Pietro e Paolo si trova fuori dall'abitato di Dignano, in provincia di Udine, ed è la chiesa del cimitero.

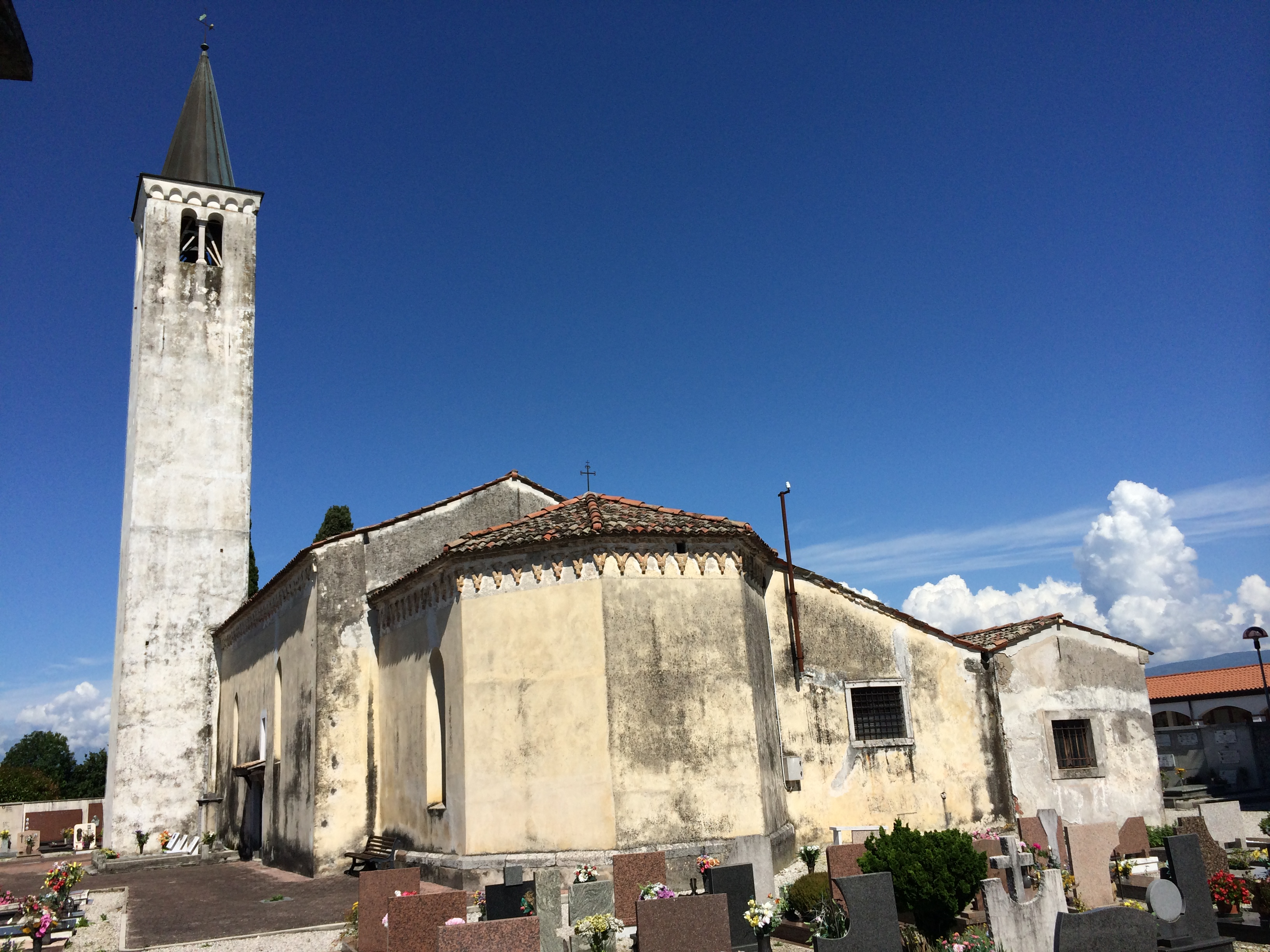
Abside della chiesa

La pieve è una delle più antiche del Friuli, tanto da essere ricordata in documenti dell'VIII secolo. La costruzione attuale risale al primissimo Cinquecento, visibile di alcune finestre ogivali, ma con rifacimenti ed ampliamenti successivi.
All'interno nella controfacciata e nel muro di destra tracce di affreschi gotici, mentre nel sottarco e nella colonnata del coro è presente un ciclo di affreschi di Giovanni Pietro da Spilimbergo e risalgono al 1504; raffigurano Evangelisti, Dottori della Chiesa e Santi.
A Giuseppe Buzzi si possono attribuire gli affreschi settecenteschi della navata sinistra con scene della Passione di Cristo.